# Ludwik Salo
Ludwik Salo, rus. Людвик Сальо (ur. 5 czerwca 1853 w Kołomyi, zm. 5 czerwca 1915 we Lwowie) – nauczyciel, c. k. profesor i radca.

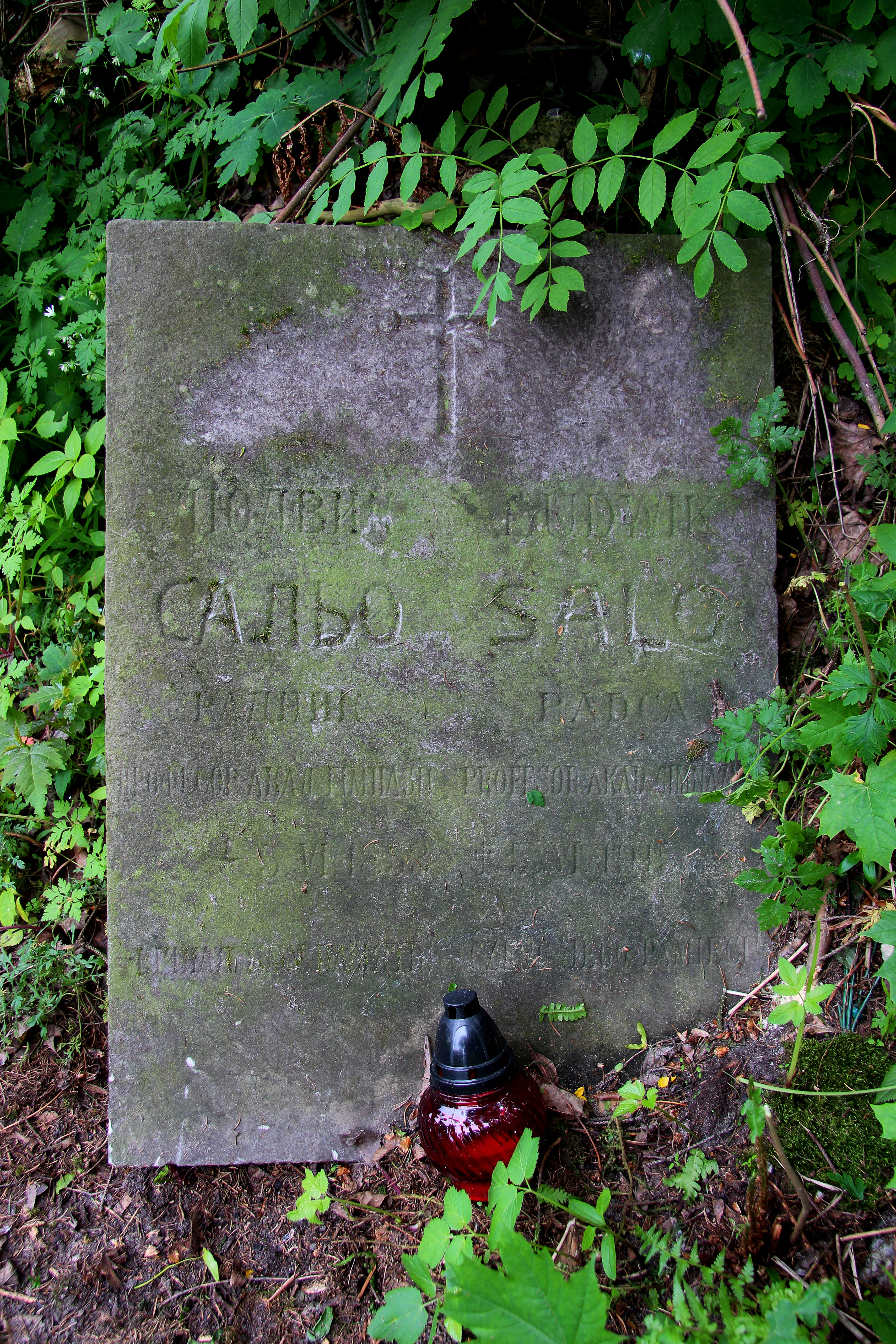
Grób Ludwika Salo

## Życiorys
Urodził się 5 czerwca 1853 w Kołomyi. Z pochodzenia był Rusinem. Był wyznania greckokatolickiego. Kształcił się w C. K. Gimnazjum w Kołomyi.
16 kwietnia 1878 podjął pracę nauczyciela. Z wykształcenia był germanistą, ponadto jako poboczne języki wykładał grekę i łacinę. Wykładał w językach polskim, ruskim i niemieckim. Egzamin nauczycielski złożył 23 listopada 1883. Był nauczycielem prowizorycznym w C. K. Gimnazjum w Rzeszowie, po czym 9 lipca 1887 został mianowany nauczycielem rzeczywistym w C. K. Gimnazjum w Sanoku. Tam uczył języków łacińskiego, niemieckiego oraz –  jako nadobowiązkowego – ruskiego. 18 czerwca 1890 zdał egzamin nauczycielski z matematyki i fizyki. 14 października 1889 został zatwierdzony w zawodzie nauczycielskim i otrzymał tytuł c. k. profesora. W Sanoku był członkiem sanockiego gniazda Polskiego Towarzystwa Gimnastycznego „Sokół” od założenia w 1889.
Następnie był profesorem w C. K. Akademickim Gimnazjum we Lwowie, po czym 24 czerwca 1892 został skierowany do macierzystego C. K. Gimnazjum w Kołomyi. Tam objął otwartą w roku szkolnym 1892/3 pierwszą ruską klasę w aktywowanym wtedy przy polskim gimnazjum równoległym gimnazjum z językiem ruskim wykładowym. W szkole przez kolejne lata uczył języków łacińskiego, niemieckiego i matematyki, był zawiadowcą biblioteki niemieckiej dla uczniów. Później, do końca życia był ponownie profesorem C. K. Akademickiego Wyższego Gimnazjum we Lwowie z ruskim językiem wykładowym.
Został pochowany na Cmentarzu Łyczakowskim we Lwowie.

## Odznaczenia
austro-węgierskie
- Brązowy Medal Jubileuszowy Pamiątkowy dla Sił Zbrojnych i Żandarmerii[13]
- Medal Jubileuszowy Pamiątkowy dla Cywilnych Funkcjonariuszów Państwowych[13]
- Krzyż Jubileuszowy dla Cywilnych Funkcjonariuszów Państwowych[13]